# Tàu điện Hà Nội (1901–1991)
Tàu điện Hà Nội hay Xe điện Hà Nội (tiếng Pháp: tramway de Hanoï) là hệ thống xe điện cũ tại Hà Nội. Đây là hệ thống tàu điện thứ hai tại Việt Nam (sau Sài Gòn) được Pháp xây dựng vào năm 1900, khánh thành năm 1901 và đã ngừng vận hành năm 1991.
Hệ thống bao gồm 5 tuyến tàu điện mặt đất dài 30,4 km.

## Lịch sử
Năm 1895 Chính quyền Pháp tại Hà Nội bắt đầu chương trình mở rộng thành phố Hà Nội. Để tạo điều kiện thuận lợi cho việc đi lại của người dân thành phố, nhà thầu Krug đã đưa ra một đồ án xây dựng các tuyến tàu điện trong thành phố Hà Nội. Trên cơ sơ đồ án của nhà thầu Krug, Ngày 24 tháng 1 năm 1896 Toàn quyền Đông Dương đã ký Nghị định số 114 cho mở một cuộc điều tra về sơ thảo đồ án xây dựng 3 tuyến tàu điện. Đây là 3 tuyến tàu điện đầu tiên được nghiên cứu và các tuyến sẽ được kéo dài vào những năm sau.
Sau vài năm nghiên cứu, kế hoạch xây dựng hệ thống tàu điện chính thức được thực hiện. Ngày 4 tháng 5 năm 1899, toàn quyền Paul Doumer quyết định thông báo công khai việc lập một mạng lưới tàu điện gồm 3 tuyến như sau:
- Tuyến 1 từ Quảng trường Cocotier đến làng Bạch Mai, chiều dài 3690 m.
- Tuyến 2 từ Quảng trường Cocotier đến làng Giấy, chiều dài khoảng 5450 m.
- Tuyến 3 từ Quảng trường Cocotier đến làng Kinh Lược (Tân Ấp hay làng Thái Hà), chiều dài khoảng 4070 m.

### Quá trình xây dựng
Ngày 13 tháng 9 năm 1900, tàu chạy thử tuyến 2.
Ngày 10 tháng 11 năm 1901, tuyến 2 được đưa vào khai thác. Cũng trong năm 1901, tuyến 1 (đoạn từ Quảng trường Cocotier – Thụy Khuê) và tuyến 3 (đoạn từ Quảng trường Cocotier – Thái Hà ấp) cũng được khánh thành. Lúc đó tuyến 3 có hướng tuyến từ Quảng trường Cocotier – Hàng Gai – Hàng Bông – Cửa Nam – Nguyễn Khuyến – Văn Miếu – Quốc Tử Giám – Tôn Đức Thắng – Thái Hà ấp.
Năm 1903, người ta bỏ đoạn Cửa Nam – Nguyễn Khuyến – Văn Miếu – Quốc Tử Giám và cho tàu chạy theo hướng Nguyễn Thái Học – Tôn Đức Thắng.
Ngày 18 tháng 12 năm 1906, tuyến đường xe điện số 4 được xây dựng và khánh thành.
Ít năm sau, tuyến 1 (Quảng trường Cocotier – Thụy Khuê) được kéo dài từ Thụy Khuê ra tận chợ Bưởi.
Năm 1915, tuyến 3 (Quảng trường Cocotier – Thái Hà ấp) được kéo vào thị xã Hà Đông nhưng phải dừng ở bên này Cầu Đơ vì cây cầu này yếu, không chịu được tải trọng của tàu.
Trong năm 1929 đó có thêm tuyến Yên Phụ - ngã Tư Đồng Lầm (nay là ngã tư Đại Cồ Việt – Lê Duẩn)
Tháng 5 năm 1943, tuyến Yên Phụ - ngã Tư Đồng Lầm nối xuống trước cửa nhà thương Vọng (nay là bệnh viện Bạch Mai).

### Tàu điện bánh hơi
Vào những năm 1984-1985, Công ty Xe điện Hà Nội sản xuất thử tàu điện bánh hơi. Loại tàu điện này trông như một chiếc ô tô khách, chạy trên lốp ô tô, hệ thống lái bằng vô lăng và hãm bằng chân gần giống như ô tô. Khác với tàu điện bánh sắt, tàu điện bánh hơi không chạy trên đường ray mà có thể chạy trên bất cứ tuyến phố nào nếu có giăng hai đường điện một chiều. Phương tiện này có ba cửa nằm ở cùng một phía phải xe như ô tô buýt, để hành khách tiện lên xuống. Dư luận ở Hà Nội thời đó có nhiều ý kiến khác nhau về loại phương tiện giao thông mới, cả khen và chê đều có. Do thiếu vốn đầu tư nâng cấp và nhân rộng nên việc thử nghiệm tàu điện bánh hơi không thành công lắm. Đến đầu thập niên 1990, cả tàu điện thông thường lẫn tàu điện bánh hơi đều dừng hoạt động.

## Mạng lưới
| Số tuyến | Tên tuyến | Trạm tàu (vị trí hiện tại)         | Trạm tàu (vị trí hiện tại)   | Hướng tuyến | Vận hành | Dỡ bỏ | Chiều dài (km) |
| -------- | --------- | ---------------------------------- | ---------------------------- | --- | -------- | ----- | -------------- |
| Tuyến 1  | Bạch Mai  | Quảng trường Cocotiers (Hoàn Kiếm) | Chợ Mơ (Hai Bà Trưng)        | Hồ Hoàn Kiếm – Đinh Tiên Hoàng – Hàng Bài – Chợ Hôm – Phố Huế – Bạch Mai – Chợ Mơ                                            | 1901     | 1982  | 3,7            |
| Tuyến 2  | Bưởi      | Quảng trường Cocotiers (Hoàn Kiếm) | Chợ Bưởi (Tây Hồ)            | Hồ Hoàn Kiếm – Hàng Đào – Hàng Ngang – Đồng Xuân – Hàng Giấy – Quán Thánh – Thụy Khê – Buởi                                  | 1901     | 1989  | 5,4            |
| Tuyến 3  | Hà Đông   | Quảng trường Cocotiers (Hoàn Kiếm) | Cầu Đơ (Hà Đông)             | Hồ Hoàn Kiếm – Hàng Gai – Hàng Bông – Nguyễn Thái Học – Văn Miếu – Tôn Đức Thắng – Tây Sơn – Nguyễn Trãi – Trần Phú – Cầu Đơ | 1901     | 1982  | 10,4           |
| Tuyến 4  | Cầu Giấy  | Quảng trường Cocotiers (Hoàn Kiếm) | Cầu Giấy (Ba Đình)           | Hồ Hoàn Kiếm – Hàng Gai – Hàng Bông – Nguyễn Thái Học – Văn Miếu – Nguyễn Thái Học – Kim Mã – Voi Phục – Cầu Giấy            | 1906     | 1986  | 5,4            |
| Tuyến 5  | Yên Phụ   | Yên Phụ (Tây Hồ)                   | Bệnh viện Bạch Mai (Đống Đa) | Yên Phụ – Hàng Than – Hàng Cót – Phùng Hưng – Hàng Bông – Cửa Nam – Lê Duẩn – Ga Hà Nội – Bệnh viện Bạch Mai                 | 1929     | 1982  | 5.5            |

## Tàu điện
Thời Pháp thuộc mỗi đoàn tàu có hai hoặc ba toa, ở toa đầu chia ra hai hạng vé: hạng nhất, hạng nhì. Hạng nhất có ghế đệm, ngồi ngang nhìn thẳng; hạng nhì ngồi dọc ghế cứng. Hàng hoá chất ở dưới ghế, thúng mủng quang gánh móc ở bên ngoài toa cuối.
Tàu Cầu Giấy và Bưởi – Chợ Mơ thường có 2 toa.
Tàu Hà Đông đưòng xa hơn, đông khách nên có 3 toa.
Tuyến Yên Phụ – Bạch Mai chỉ có 1 toa.

## Giá vé
Để thuận tiện cho việc quản lý và khai thác hệ thống tàu điện, Thống sứ Bắc Kỳ đã ra Nghị định ngày 8 tháng 7 năm 1902 quy định chi tiết về giá vé tàu điện như sau:
- Vé đi một tuyến hạng nhất: 8 xu; hạng nhì: 5 xu
- Vé đi hai tuyến: hạng nhất: 12 xu; hạng nhì: 8 xu
- Vé đô thị, một hoặc hai tuyến hạng nhất: 5 xu; hạng nhì: 3 xu
- Hàng hóa trên 10 kg (1 hoặc 2 tuyến): 3 xu
- Trẻ em dưới 5 tuổi không mất vé, trẻ em trên 5 tuổi phải trả 1/2 vé.

## Đơn vị vận hành
Tàu điện Hà Nội thời Pháp thuộc được xây dựng và vận hành khai thác bởi những công ty:
- 1900 – 1905: Công ty Đường sắt điện Hà Nội và tiện ích mở rộng (tiếng Pháp: Compagnie des Tramways électriques d’Hanoï et Extensions)
- 1905 – 1929: Công ty xe điện Hà Nội (tiếng Pháp: Société des Tramways de Hanoï)
- 1929 – 1951: Công ty xe điện Bắc Kỳ (tiếng Pháp: Société des Tramways du Tonkin)
- 1952 – 1954: Công ty vận tải công cộng khu vực Hà Nội (tiếng Pháp: Société des Transports en Commun de la Région de Hanoi)

Sau khi tiếp quản Thủ đô năm 1954 hệ thống tàu điện Hà Nội thời kỳ này được quản lý và vận hành bởi những đơn vị:
- 1954 – 1955: Sở Xe điện Bắc Việt
- 1955 – 1959: Sở Xe điện Hà Nội
- 1959 – 1969: Quốc doanh Xe Điện Hà Nội
- 1969 – 1991: Công ty Xe điện Hà Nội